# Physegenua banksi
Physegenua banksi är en tvåvingeart som beskrevs av Charles Howard Curran 1942. Physegenua banksi ingår i släktet Physegenua och familjen lövflugor.
Artens utbredningsområde är Panama. Inga underarter finns listade i Catalogue of Life.